# Josef Buchta
Josef Buchta (* 16. Februar 1948 in Rabensburg) war von 2006 bis 16. Februar 2013 Kommandant des Niederösterreichischen Landesfeuerwehrverbandes und ehemaliger Präsident des Österreichischen Bundesfeuerwehrverbandes. Er war Angestellter bei der OMV und bis 2011 Kommandant der Freiwilligen Feuerwehr Rabensburg.

## Leben
Buchta absolvierte zwei Lehrberufe (Betriebsschlosser und Tiefbohrer), weiters besuchte er das Technologische Gewerbemuseum und schloss 1969 den Werkmeisterlehrgang, Fachrichtung Maschinenbau ab. 1988 ließ er sich zum Schweißwerkmeister ausbilden. Von 1962 bis 2003 arbeitete Josef Buchta bei der OMV, am Ende war er Betriebsleiter des Technischen Services der OMV.
Er übernahm 2006 die Funktion des Landesfeuerwehrkommandanten von seinem Vorgänger Ehrenlandesbranddirektor Wilfried Weissgärber. Schon kurz nach seiner Wahl war er Einsatzleiter bei der March-Flut 2006. Am Bundesfeuerwehrtag 2008 war er der einzige Kandidat für den Präsidenten des ÖBFV und folgte in dieser Funktion nun Manfred Seidl nach, der nach zehn Jahren seinen Posten zur Verfügung gestellt hat. Auf die Initiative Buchtas begann unter anderem der Prozess der Zertifizierung der Feuerwehrschulen, an dessen Ende eine in der Wirtschaft anerkannte Ausbildung der Feuerwehrfrauen und Feuerwehrmänner stehen soll. Am 4. Dezember 2008 verlieh Josef Buchta die Florianiplakette des Österreichischen Bundesfeuerwehrverbandes in Gold an Bundespräsident Heinz Fischer.
Bei den Wahlen in Niederösterreich im Jahr 2011, bei der er altersbedingt nur mehr bis 16. Februar 2013 antreten durfte, wurde er mit 14:10 Stimmen in einer Kampfabstimmung gegen den St. Pöltner Bezirkskommandanten Dietmar Fahrafellner wiedergewählt.
Buchta ist verheiratet und lebt in Rabensburg. In den Printmedien wurde einige Zeit sowohl seine beträchtliche Aufwandsentschädigung für die ehrenamtliche Tätigkeit sowie sein Dienstwagenprivileg kontrovers diskutiert.

## Funktionen, Beförderungen und Ernennungen
- Kommandant der Freiwilligen Feuerwehr Rabensburg (1976–2011)
- Bezirksfeuerwehrkommandant von Mistelbach (1991–2008)
- Landesfeuerwehrkommandant von Niederösterreich (2006–2013)
- Landesbranddirektor (2006)
- Präsident des Österreichischen Bundesfeuerwehrverbandes (2008–2012)

## Auszeichnungen und Leistungsabzeichen (Auszug)
- 2009: Militäranerkennungsmedaille des Österreichischen Bundesheeres
- 2009: Silbernes Komturkreuz des Ehrenzeichens für Verdienste um das Bundesland Niederösterreich
- 2009: Großes Verdienstkreuz in Gold des burgenländischen Landesfeuerwehrverbandes
- 2009: Steckkreuz in Gold des Kärntner Landesfeuerwehrverbandes
- 2009: Verdienstkreuz des Österreichischen Roten Kreuzes
- 2009: Großes Ehrenzeichen der Österreichischen Albert Schweitzer-Gesellschaft
- 2009: Ehrenplakette der Gesellschaft der Freunde und Förderer der Exekutive Niederösterreichs
- 2011: Großes Silbernes Ehrenzeichen für Verdienste um die Republik Österreich[2]
- 2012: Ritterkreuz des Ordens des heiligen Gregors des Großen
- Ehrenzeichen für Tätigkeit auf dem Gebiete des Feuerwehr- und Rettungswesens
- Verdienstzeichen des Österreichischen Bundesfeuerwehrverbandes I. Stufe
- Verdienstkreuz des Niederösterreichischen Landesfeuerwehrverbandes
- Feuerwehrleistungsabzeichen in Gold